# Teoria charakterów
W matematyce, konkretniej w teorii grup, charakter jest funkcją która przyporządkowuje elementom grupy ślad macierzy w danej reprezentacji. Dla macierzy nad ciałami algebraicznie domkniętymi o charakterystyce zero charakter jednoznacznie identyfikuje reprezentacje. Dodatkowo pozwala na prostą obliczeniową weryfikację przywiedlności reprezentacji.

## Definicje
Niech {\displaystyle V} będzie skończenie wymiarową przestrzenią wektorową nad ciałem {\displaystyle F} i niech {\displaystyle \rho \colon G\to GL(V)} będzie reprezentacją grupy {\displaystyle G} na {\displaystyle V.} Charakterem reprezentacji {\displaystyle \rho } jest funkcja {\displaystyle \chi _{\rho }\colon G\to F} dana przez:
{\displaystyle \chi _{\rho }(g)=\mathrm {Tr} (\rho (g)),}
gdzie {\displaystyle \operatorname {Tr} } jest śladem macierzy.
O charakterze mówimy, że jest nieprzywiedlny, jeśli reprezentacja jest nieprzywiedlna. Rzędem charakteru nazywamy wymiar reprezentacji, z której został utworzony.

## Własności
- Charakter jest funkcją klas sprzężoności, tj. jeśli {\displaystyle g\sim h} to {\displaystyle \chi (g)=\chi (h).}
- Izomorficzne reprezentacje mają równe charaktery.
- Jeśli reprezentacja jest sumą prostą pewnych reprezentacji, to jej charakter jest sumą charakterów tych reprezentacji.

## Tablice charakterów
Tablica nieprzywiedlnych zespolonych charakterów jest kwadratowa i zawiera wiersze odpowiadające nieprzywiedlnym reprezentacjom grupy i kolumny odpowiadające klasom sprzężoności. Takie tablice posiadają wiele algebraicznych własności, które pozwalają na rekonstrukcję całej tablicy, posiadając tylko część (czasem bardzo małą) informacji.
Poniżej umieszczona jest tablica charakterów dla grupa alternującej na pięciu elementach.
| Reprezentant klasy                     | {\displaystyle ()} | {\displaystyle (1,2)(3,4)} | {\displaystyle (1,2,3)} | {\displaystyle (1,2,3,4,5)}       | {\displaystyle (1,2,3,5,4)}       |
| Wielkość klasy Opis reprezentacji      | 1                  | 15                         | 20                      | 12                                | 12                                |
| -------------------------------------- | ------------------ | -------------------------- | ----------------------- | --------------------------------- | --------------------------------- |
| trywialna                              | 1                  | 1                          | 1                       | 1                                 | 1                                 |
| część restrykcji kwadratu standardowej | 3                  | –1                         | 0                       | {\displaystyle (1+{\sqrt {5}})/2} | {\displaystyle (1-{\sqrt {5}})/2} |
| część restrykcji kwadratu standardowej | 3                  | –1                         | 0                       | {\displaystyle (1-{\sqrt {5}})/2} | {\displaystyle (1+{\sqrt {5}})/2} |
| restryckcja standardowej               | 4                  | 0                          | 1                       | –1                                | –1                                |
| piecio-wymiarowa nieprzywiedlna        | 5                  | 1                          | –1                      | 0                                 | 0                                 |

Na podstawie tej tabeli można na przykład stwierdzić, że {\displaystyle A_{5}} jest grupą prostą.
Pierwszy wiersz tabeli charakterów zawsze odpowiada reprezentacji trywialnej danej przez trywialny homomorfizm {\displaystyle G\to GL(0,\mathbb {C} ).}

### Relacje ortogonalności
Przestrzeń funkcji zespolonych o dziedzinie klas sprzężoności posiada naturalny iloczyn skalarny postaci:
{\displaystyle \left\langle \alpha ,\beta \right\rangle :={\frac {1}{|G|}}\sum _{g\in G}\alpha (g){\overline {\beta (g)}},}
gdzie: {\displaystyle {\overline {\beta (g)}}} to sprzężenie zespolone {\displaystyle \beta (g).} Względem tego iloczynu skalarnego charaktery reprezentacji nieprzywiedlnych tworzą ortonormalną bazę, wynika z tego analogiczna relacja dla wierszy tabeli:
{\displaystyle \left\langle \chi _{i},\chi _{j}\right\rangle =\delta _{ij},}
gdzie: {\displaystyle \delta _{ij}} to delta Kroneckera.
Dla {\displaystyle g,h\in G} relacja ortogonalności dla kolumn przybiera formę:
{\displaystyle \sum _{\chi _{i}}\chi _{i}(g){\overline {\chi _{i}(h)}}={\begin{cases}\left|C_{G}(g)\right|&{\mbox{ dla }}g\sim h\\0&{\text{ w przeciwnym wypadku}}\end{cases}},}
gdzie suma przebiega po wszystkich charakterach nieprzywiedlnych reprezentacji {\displaystyle G,} a {\displaystyle |C_{G}|} to wielkość centralizatora (równa ilorazowi rzędu grupy i wielkości klasy).
Relacje ortogonalności często pomagają w obliczeniach:
- rozkładu charakteru na kombinacje liniowa charakterów nieprzywiedlnych,
- konstruowaniu pełnej tabeli charakterów kiedy tylko część jest znana.

### Dodatkowe własności algebraiczne
- Zgodnie z relacją ortogonalności suma kwadratów rzędów charakterów jest rzędem grupy.
- Wszystkie podgrupy normalne można bezpośrednio odczytać z tabeli charakterów: jądro charakteru to zbiór elementów, dla których {\displaystyle \chi (g)=\chi (1).} Każde takie jądro jest podgrupą normalną, dodatkowo każda podgrupa normalna jest przecięciem jąder pewnych charakterów nieprzywiedlnych.
- Komutant jest przecięciem jąder jednowymiarowych charakterów.

Okazuje się niestety, że mimo iż charakter jednoznacznie wyznacza reprezentacje danej grupy, tabela charakterów nie wyznacza jednoznacznie grupy. Przykładem dwóch grup o takiej samej tabeli charakterów mogą być {\displaystyle Q_{8}} – grupa kwaternionów oraz {\displaystyle D_{8}} – grupa diedralna o 8 elementach.